# 极乐乡
极乐乡，是中华人民共和国青海省西宁市大通回族土族自治县下辖的一个乡镇级行政单位。

## 行政区划
极乐乡下辖以下地区：
极拉上庄村、极拉下庄村、极拉口村、下和衷村、上和衷村、阳坡村、宗阳沟村、深沟村、极拉后庄村、崖湾村和岔水坝村。